# Ken Watanabe
Kensaku 'Ken' Watanabe (Japans: 渡辺 謙, Watanabe Ken) (Uonuma, 21 oktober 1959) is een Japans acteur. Hij werd in 2004 genomineerd voor onder meer een Academy Award, een Golden Globe, een Saturn Award en een Golden Satellite Award voor zijn rol als Katsumoto in The Last Samurai. Meer dan vijf andere filmprijzen werden hem ook toegekend, waaronder een Japanse Academy Award en een Nikkan Sports Film Award (beide voor het filmdrama Ashita no kioku).
Watanabe maakte in 1984 zijn filmdebuut als Tetsuo in Setouchi shonen yakyu dan, een Japans filmdrama over de nadagen van de Tweede Wereldoorlog dat genomineerd werd voor tien Japanse Academy Awards, waarvan hij er zes won. Negentien jaar en meer dan tien filmrollen later volgde zijn optreden in The Last Samurai. Watanabe verscheen hierin voor het eerst in een Amerikaanse film en ook dit debuut werd genomineerd voor vier Academy Awards, 'echte' ditmaal, met de enige nominatie voor een acteur voor hem persoonlijk. Sindsdien vervolgde zijn carrière zich in zowel Japanse als Amerikaanse titels, zoals Batman Begins, Memoirs of a Geisha (beide uit 2005) en Letters from Iwo Jima (2006).
Behalve in films speelde Watanabe rollen in verschillende televisieseries uit zijn geboorteland. Zo speelde hij Date Masamune in alle vijftig afleveringen van de historische oorlogsdramareeks Dokugan-ryu Masamune.

## Privéleven
Watanabe trouwde in 2005 met de Japanse actrice Kaho Minami, die op haar beurt in meer dan dertig films speelde sinds haar debuut in 1986. Zij is zijn tweede echtgenote, nadat hij eerder getrouwd was met Yumiko Watanabe. Met haar kreeg Watanabe in 1984 zoon Dai en twee jaar later dochter Anne. In 1989 werd bij Watanabe de diagnose beenmergleukemie gesteld, maar hij herstelde hiervan.

## Filmografie
*Exclusief tien televisiefilms
- The Creator (2023)
- Tokyo Vice (2022)
- Godzilla: King of the Monsters (2019)
- Pokémon Detective Pikachu (2019)
- The King and I (2018)
- Bel Canto (2018)
- Isle of Dogs (2018)
- Transformers: The Last Knight (2017)
- Ikari (2016)
- The Sea of Trees (2015)
- Transformers: Age of Extinction (2014)
- Godzilla (2014)
- Yurusarezaru mono (2013)
- Hayabusa: Harukanaru kikan (2012)
- Shanghai (2010)
- Inception (2010)
- Shizumanu taiyô (2009, aka The Unbroken)
- Cirque du Freak: The Vampire's Assistant (2009)
- Letters from Iwo Jima (2006)
- Ashita no kioku (2006, aka Memories of Tomorrow)
- Memoirs of a Geisha (2005)
- Batman Begins (2005)
- Ashes and Snow (2005)
- Kita no zeronen (2005)
- The Last Samurai (2003)
- T.R.Y. (2003)
- Hi wa mata noboru (2002)
- Sennen no koi - Hikaru Genji monogatari (2001, aka Genji: A Thousand-Year Love)
- Oboreru sakana (2001)
- Zawa-zawa Shimokita-sawa (2000)
- Supêsutoraberâzu (2000, aka Space Travelers)
- Kizuna (1998, aka Bonds)
- Rajio no jikan (1997, aka Welcome Back, Mr. McDonald)
- Bakumatsu jyunjyoden (1991)
- Umi to dokuyaku (1986, aka The Sea and Poison)
- Tampopo (1985, aka Dandelion)
- Kekkon annai mystery (1985)
- Setouchi shonen yakyu dan (1984, aka MacArthur's Children)